# Isla Viola
Die Isla Viola ist die südlichere zweier Inseln vor der Ostküste von Lecointe Island im Palmer-Archipel westlich der Antarktischen Halbinsel. Die andere ist die Guesalaga-Insel, mit der sie gemeinsam die Inselgruppe der Islotes Sigrid bildet.
Der Name der Insel ist erstmals 1963 auf einer chilenischen Karte verzeichnet. Der Benennungshintergrund ist nicht überliefert.